# Pelidnota chimborazoensis
Pelidnota chimborazoensis är en skalbaggsart som beskrevs av Soula 2009. Pelidnota chimborazoensis ingår i släktet Pelidnota och familjen Rutelidae. Inga underarter finns listade i Catalogue of Life.